# بطولة ويمبلدون 1969

## الكبار

### فردي رجال
رود لافر هزم  جون نيوكومب, 6-4, 5-7, 6-4, 6-4

### فردي سيدات
آن هايدن جونز هزم  بيلي جين كينغ, 3-6, 6-3, 6-2

### زوجي رجال
جون نيوكومب و توني روتشي هزم  توم أوكر و مارتي رايسن, 7-5, 11-9, 6-3

### زوجي سيدات
مارغريت سميث كورت و جودي تيجارت هزم  Patricia Hogan و بيجي مايكل, 9-7, 6-2

### زوجي مختلط
فريد ستول و آن هايدن جونز هزم  توني روتشي و جودي تيجارت, 6-2, 6-3

## الشباب

### فردي أولاد
بايرون بيرترام هزم  جون أليكساندر, 7-5, 5-7, 6-4

### فردي بنات
كازوكو سوماتسو هزم  بريندا كيرك 6-1, 1-6, 7-5

### زوجي أولاد
بدأت البطولة في سنة 1982

### زوجي بنات
بدأت البطولة في سنة 1982